# Teloglabrus milleri
Teloglabrus milleri är en tvåvingeart som beskrevs av Feijen 1983. Teloglabrus milleri ingår i släktet Teloglabrus och familjen Diopsidae. Inga underarter finns listade i Catalogue of Life.